# كايتانوس
كايتانوس (بالبرتغالية: Caetanos‏)؛ بلدية في ولاية باهيا في المنطقة الشمالية الشرقية من البرازيل.